# 惲毓鼎
惲毓鼎（1862年—1917年），字薇孫，一字澄齋，順天府大興縣人，籍貫江蘇常州，惲光宸孫，蔣彬蔚外孫。
光緒十五年進士，同年五月，改翰林院庶吉士。光緒十六年四月，散館，授翰林院編修。十八年（1892年），授國史館協修，二十三年（1897年），官日講起居注官、翰林院侍講，二十七年（1901年），任《各國政藝通考全書》總校兼總纂、國史館總纂，三十三年(1907年)五月，上疏参劾军机大臣瞿鸿禨，令其下野，七月又彈劾两广总督岑春煊，使其開缺，两月间扳倒两大重臣，從丁未政潮中名聲鵲起。宣統二年，翰林院奏設憲政研究所，任總辦，1912年以後，以遗老自居。與法國學者鐸爾孟有深厚的友誼。惲毓鼎居官二十三載，目擊清末重大事件，他以其親歷，撰成《惲毓鼎澄齋日記》、《崇陵传信录》等著作，史家戴逸對其日記有高度評價，史曉風並曾整理之。
电视剧《走向共和》中吴毓鼎的原型。